# Centre dramatique régional de Tours - théâtre Olympia
Le théâtre Olympia est la salle de spectacle et le siège du centre dramatique national de Tours, dirigé par Bérangère Vantusso depuis janvier 2024.
Construit en 2002, le théâtre est construit dans l'hypercentre de la ville, près du Vieux-Tours, du quartier commerçant et d'autres institutions culturelles telles que le musée des beaux arts, le Grand Théâtre (abritant l'orchestre symphonique et l'Opéra de Tours) ou encore le Château de Tours.

## L'architecture

### Les origines du projet
À sa création, le centre dramatique régional de tours est installé dans la salle Louis Jouvet . Dans les années 1990, celle-ci est devenue trop petite, tant par les dimensions de sa scène que celles de sa jauge. 

De façon à accroître le rayonnement de l'offre culturelle du centre dramatique, le directeur de l'époque, Gilles Bouillon, s'accorde avec la communauté d'agglomération -Tour(s)plus-, la région et l’État pour décider de la construction d'une nouvelle salle appelée alors Nouvel Olympia.
Conçu par LABFAC (Nicolas Michelin et Finn Geipel), le théâtre est achevé en 2002 et succède au cinéma Olympia, dont il ne garde qu'une partie de l'enveloppe extérieure, l'intérieur ayant été entièrement détruit.

### Description
L'espace disponible pour la construction imposait de nombreuses contraintes aux architectes : occuper une parcelle restreinte (18 × 40 mètres), s'intégrer dans un environnement urbain dense et respecter la présence d'un temple romain en sous-sol. 

Les différents espaces s'imbriquent donc les uns dans les autres : sous les gradins se trouvent le bar et le hall d'accueil, au-dessus duquel s'inscrit la salle de répétition, qui elle-même soutient le foyer. Ces quatre étages, desservis par deux escaliers croisés en façade, sont visibles de l'extérieur grâce à un habillage de verre et de résille métallique. Les coulisses sont accolées au bâtiment principal, tandis que les bureaux forment un porche au-dessus de l'entrée de la cour voisine.
Au cœur du bâtiment se trouve la salle de spectacle : un plateau de 13,30m x 12,20m et une jauge de 450 places.